# Acarichthys heckelii
Acarichthys heckelii är en fiskart som först beskrevs av Müller och Troschel, 1849.  Acarichthys heckelii ingår i släktet Acarichthys och familjen Cichlidae. Inga underarter finns listade i Catalogue of Life.

## Bildgalleri

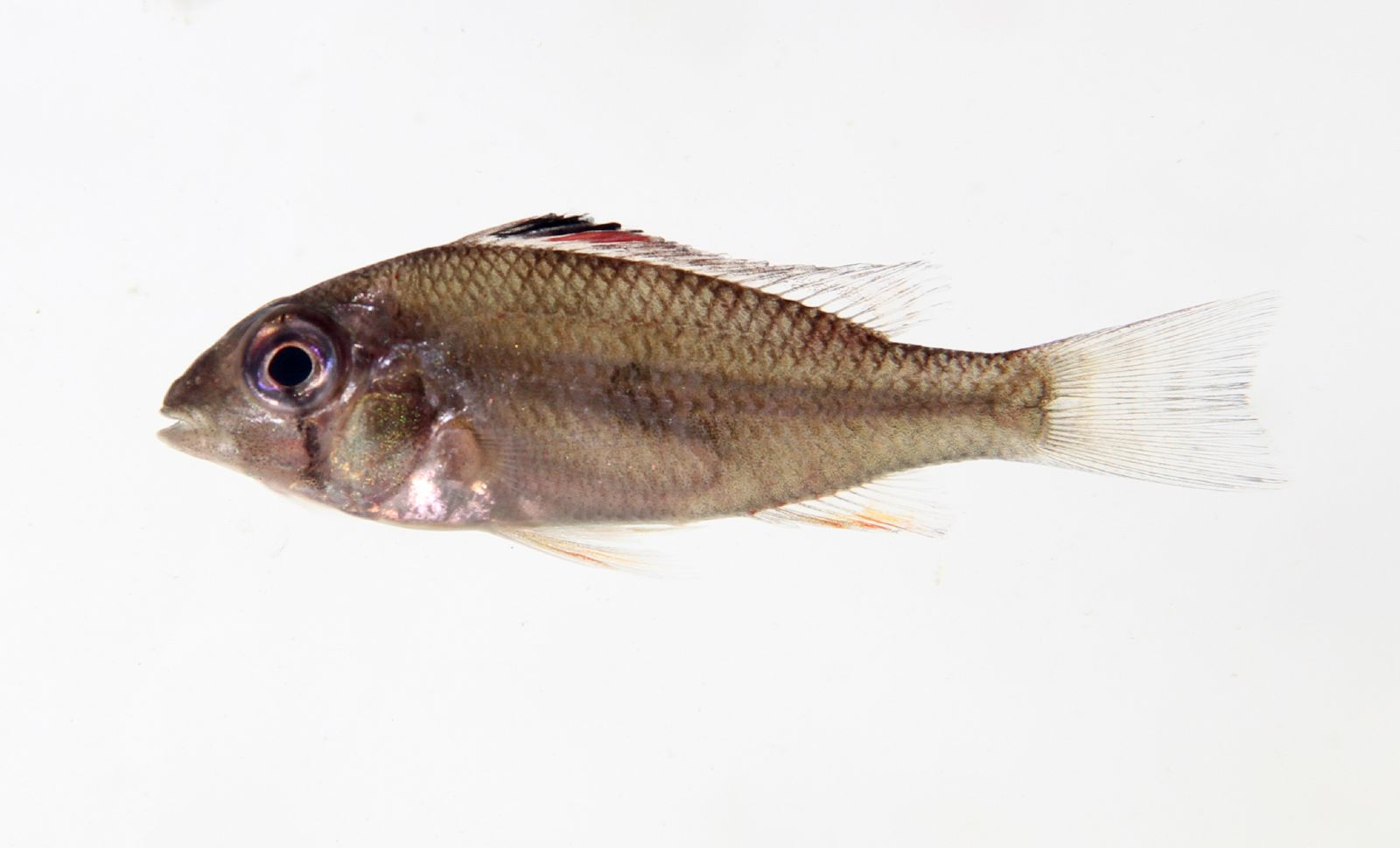